# Standesherrschaft Drehna

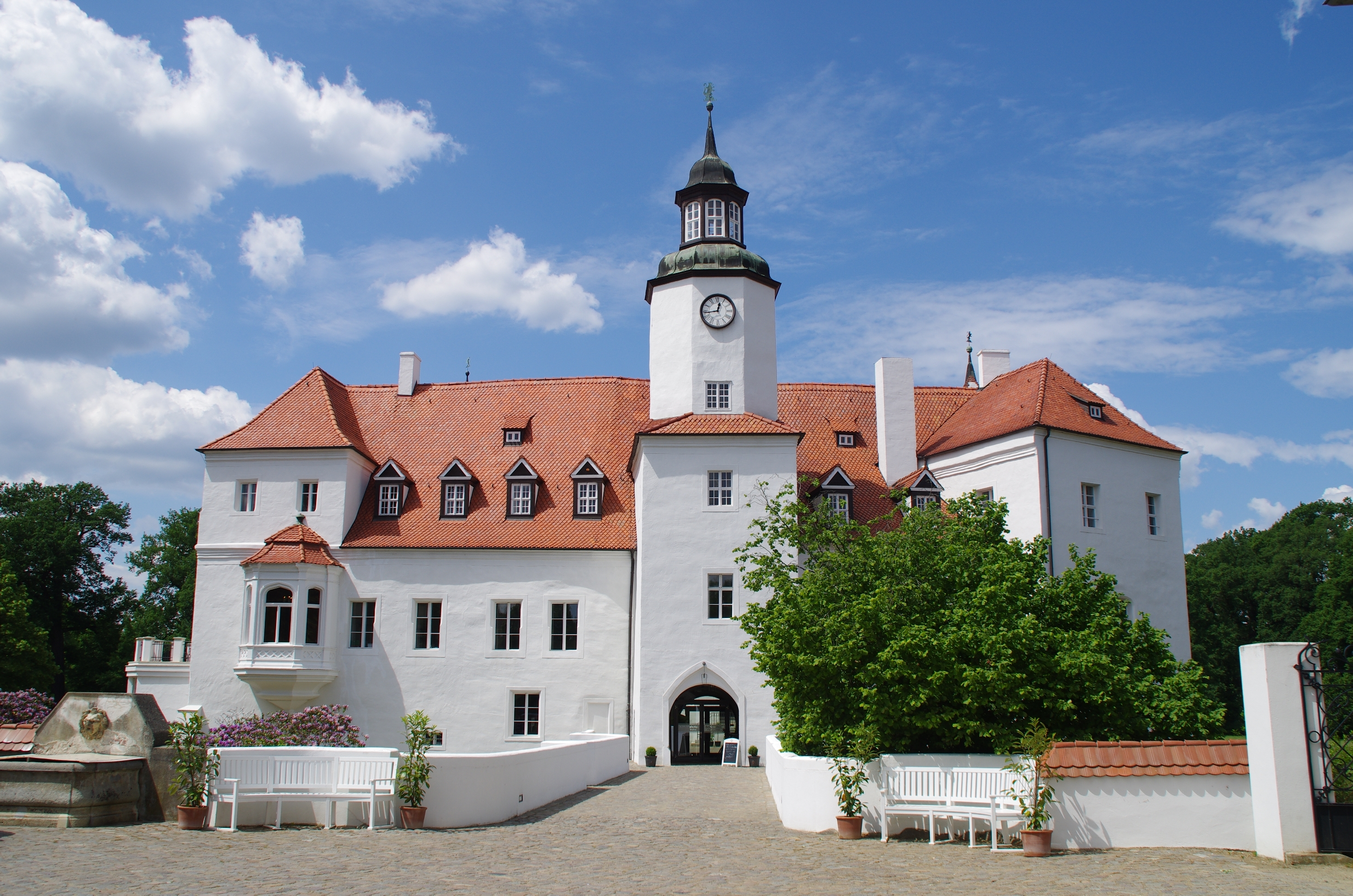
Wasserschloss Fürstlich Drehna

Die Herrschaft Drehna, im 19. Jahrhundert meist dann Standesherrschaft Drehna genannt, war eine kleine Adelsherrschaft im Luckauischen Kreis der zum Kurfürstentum Sachsen gehörigen Markgrafschaft Niederlausitz. Seit 1815 gehörte sie zum Königreich Preußen.

## Geographische Lage
Das Gebiet der Herrschaft Drehna lag im Westen der Niederlausitz und gehört heute zu den brandenburgischen Landkreisen Dahme-Spreewald, Elbe-Elster und Oberspreewald-Lausitz. Die Herrschaft hatte ihren Sitz in Fürstlich Drehna.

## Angrenzende Verwaltungseinheiten
| Ritterschaft Luckau          | Ritterschaft Luckau                         | Ritterschaft Calau          |
| Standesherrschaft Sonnewalde | Kompassrose, die auf Nachbargemeinden zeigt | Amt und Ritterschaft Luckau |
| Amt Dobrilugk                | Amt Finsterwalde                            | Amt Dobrilugk               |

## Politische Zugehörigkeit der Herrschaft
Die Herrschaft mit Sitz in Fürstlich Drehna wurde erst zur Mitte des 15. Jahrhunderts und damit verhältnismäßig spät urkundlich fassbar. Drehna wird noch 1570 lediglich „Gut“ genannt, erst 1663 erscheint in Amtsdokumenten die Bezeichnung „Herrschaft“. Auch im Landtag der „Ständerepublik“ Niederlausitz erhielt die Herrschaft erst seit 1669 Sitz und Stimme, gehörte dann aber zur „Herrenkurie“.
Gemäß den Bestimmungen des Prager Friedens 1635 wurde der sächsische Kurfürst mit den Markgraftümern Ober- und Niederlausitz belehnt, welche allerdings territorial selbstständig blieben, wobei der Kurfürst von Sachsen in Personalunion zugleich Markgraf der Oberlausitz als auch Markgraf der Niederlausitz wurde. Dieser Zustand behielt Gültigkeit bis zum Friedensvertrag zwischen Preußen und Sachsen vom 18. Mai 1815 infolge des Wiener Kongresses, mit dem die Niederlausitz und der Norden und Osten der Oberlausitz an Preußen fielen.
Die Herrschaft Drehna kam im 19. Jahrhundert mit der aufkommenden Kreiseinteilung politisch zum Landkreis Luckau der preußischen Provinz Brandenburg. Bei der Kreisreform von 1952 wurde dieser alte Kreis aufgelöst und auf die neuen Kreise Luckau, Finsterwalde und Calau aufgeteilt. Entsprechend wurden die Orte der ehemaligen Herrschaft auf diese drei Kreise verteilt. Bei der Kreisreform von 1992/93 gingen sie (jeweils mit anderen Kreisen) in den Landkreisen Dahme-Spreewald, Elbe-Elster und Oberspreewald-Lausitz auf.

## Geschichte

### Frühgeschichte
Die ältere Geschichte von Drehna ist unklar. Einige Autoren brachten in die Diskussion, dass die in Ortsaufzählungen von 1301 und 1336 genannte curia Dannenrode (auch Damerode) die deutsche Bezeichnung für Drehna gewesen sei. Dannenrode/Damerode wird später nicht mehr genannt. Der erste, urkundlich gesicherte Besitzer des Rittersitzes in Drehna ist 1447 und 1449 Bernhard von Drauschwitz (und seine Brüder). Im Jahr 1429 wurde in Lübben über einen Mord geurteilt, den Berntt Druskwicz (Bern(har)d von Drauschwitz) begangen hatte. Nach einem Vasallenverzeichnis vom 4. Januar 1447 war Bernhard Druschwicz zu Meissaw (Groß Mehßow) sächsischer Vasall. 1489 war Drehna in den Besitz des Christoph von Maltitz gekommen. Die von Maltitz hatten auch die Herrschaft Finsterwalde als Pfandbesitz. Vermutlich Anfang des 16. Jahrhunderts kam Drehna in den Besitz derer von Minckwitz. Hans von Minckwitz war 1481 vom sächsischen Herzog Albrecht dem Beherzten mit der Standesherrschaft Sonnewalde belehnt worden. Er selbst trug zeitweise die Titulatur eines Verwesers des Markgrafentums Niederlausitz.

### 16. Jahrhundert
1521 erscheint Kaspar I. als Besitzer von Drehna. Den Gebrüdern von Minckwitz Georg und Nickel (* etwa 1485; † 1549) gehörten außerdem noch die Standesherrschaft Sonnewalde und von 1519 bis 1531 auch die Herrschaft Finsterwalde (als kursächsisches Lehen). Die Gebrüder war eifrige Befürworter der Reformation und setzten 1522 in Sonnewalde einen lutherischen Prediger ein. Bereits 1530 schufen sie eine eigene Kirchenordnung. Anlass der urkundlichen Nennung von 1521 war allerdings eine Verpfändung von mehreren Dörfern der Herrschaft, darunter auch „Deutschen Drenow“ an den Georg von Schlabrendorf, Johanniterherrenmeister in Brandenburg. Auch die Söhne des Caspar I., Caspar II. und Wolf von Minckwitz mussten 1549 einen Zins an den brandenburgischen Markgrafen Johann verpfänden. Caspar II. („auf Drenow“) wurde 1555 vom Bischof von Lebus Johann VIII. von Horneburg mit Alteno (heute ein Gemeindeteil von Duben, Stadt Luckau) belehnt. Er kaufte 1567 oder 1568 auch die Herrschaft Spremberg, die allerdings 1584 an Karl von Kittlitz überging. Am 14. Dezember 1570 erhielten die Söhne des Caspar II., Caspar III., Hans Heinrich und Loth „Schloss und Gut Drehno“ als böhmisches Lehen aus der Hand des Landvogts der Niederlausitz Bohuslav Felix von Lobkowitz und Hassenstein. Zum Gut Drehna gehörten das Schloss samt dem Vorwerk mit 19 Hufen, Baum- und Hopfengärten, Mühlen zu Waltersdorf, und die Dörfer „Dreno, Bergo, Bresinchen, Tugam, Schragko, Gölnitz und Baben“. Angeblich soll Caspar III. 1570 das Schloss von Grund auf neu erbaut haben.

### Teilung der Herrschaft
1579 wurde die Herrschaft geteilt. Friedrich von Minckwitz (Anteil 1) behielt Schloss und Gut Drehna mit dem Vorwerk, die Dörfer Drehna, Bergen, Tugam, Schrakau, Babben, Erpitz und Garrenchen sowie die fünf Pfanddörfer des ehemaligen Klosters Dobrilugk (Groß Bahren, Klein Bahren, Breitenau, Gröbitz und Ponnsdorf). Davon wurden Gröbitz und Ponnsdorf 1629 an den sächsischen Kurfürsten verkauft, der die beiden Orte zunächst an das Amt Finsterwalde überwies, 1689 an das Amt Dobrilugk.
Der jüngere der beiden Brüder, Ehrenfried von Minckwitz (Anteil 2) erhielt Presenchen, Gollmitz, Branicke, Zinsen in Mallenchen und Gliechow, Pademagk, halb Jehser und Anteile in Gießmannsdorf und Säritz.
Die Teilherrschaft des Hans Friedrich von Minckwitz (Anteil 1) erwarb bis 1636 Stiebsdorf (devastiert) und Wanninchen, dafür gingen Erpitz und Garrenchen verloren, die nicht wieder genannt werden. Noch 1648 wurden die Brüder Hans Friedrich und Hans Christoph von Minckwitz-Drehna in den Böhmischen Freiherrenstand nobilitiert, später starb ihre Familienlinie Drehna aus. Der Gutsanteil wurde an Generalmajor von Wolffersdorf versetzt. 1654 gelang Loth Gotthardt von Minckwitz auf Lindenau, ein Vetter des Hans Friedrich die Auslösung des Pfandes. Dieser starb 1678 kinderlos. Erbe war Caspar Ehrentreich von Minkwitz auf Malschitz, der schließlich die Herrschaft Drehna 1697 um 82.000 Reichstaler und 500 Speziesdukaten an den Grafen Balthasar Erdmann von Promnitz auf Pleß, Sorau und Triebel verkaufte. Letzterer Betrag ging an Katharina Elisabeth von Minckwitz, geb. von Holzendorf. In der „Ständerepublik“ Niederlausitz gehörte die Herrschaft seit der Landtagsordnung von 1669 zu den Sessionsberechtigten und zur „Herrenkurie“.

### 18. Jahrhundert
1703 verstarb Graf Balthasar Erdmann von Promnitz, Erbe war sein Sohn Friedrich von Promnitz. Dieser verkaufte die Herrschaft 1709 an seine Mutter Emilie Agnes geb. Prinzessin von Reuß, die 1711 in zweiter Ehe den Herzog Friedrich von Sachsen-Weißenfels heiratete. Gemeinsam mit ihrem Mann bauten sie das Schloss in Dahme/Mark um und aus, das 1714 nach siebenjähriger (Um-)Bauzeit fast fertiggestellt war. Friedrich starb aber bereits 1715 und Agnes zog nun nach Dahme in das umgebaute Schloss. 1719 verkaufte sie Schloss Dahme an den Herzog Johann Adolf II. von Sachsen-Weißenfels und zog wieder in das Schloss Drehna ein. 1721 kaufte sie die Herrschaft Vetschau hinzu. Sie starb 1729 und hinterließ ihrem Enkel Balthasar Friedrich die Herrschaft Drehna. Die Herrschaft Vetschau ging dagegen an ihren ältesten Sohn Graf Erdmann, Herr der Herrschaft Sorau. Balthasar Friedrich verstarb 1744 recht jung und Graf Erdmann II. übernahm auch die Herrschaft Drehna. Nur ein Jahr später verstarb auch er und die Herrschaften Drehna und Vetschau gingen nun an den noch unmündigen Sohn Seifried von Promnitz. Bis zu seiner Mündigkeit führte seine Mutter Henriette Eleonore von Reuß die beiden Herrschaften. Seifried heiratete 1754 Wilhelmina Louise Constantia, Gräfin zu Lippe-Biesterfeld. Auch er starb jung und kinderlos 1760. Das Erbe ging nun an den ältesten Bruder Johann Erdmann, Herr auf Pleß, Sorau und Triebel, der jedoch zugunsten seiner Schwester Agnes Sophie Reuß zu Ebersdorf, Ehefrau des Heinrich XXVIII. von Reuß. verzichtete. Agnes Sophie starb 1785 (oder 1791?), und 1793 verkaufte ihr Mann die Herrschaft an den Grafen Moritz zu Lynar. Dieser war der jüngste Sohn des Grafen Rochus Friedrich zu Lynar auf der Herrschaft Lübbenau.

### 19. Jahrhundert
Moritz zu Lynar „begründete“ die neue fürstliche Linie der Familie Lynar. 1806 wurde er vom Kaiser Franz II. in den Fürstenstand erhoben. 1815 übernahm sein Sohn Fürst Rochus Otto Manderup Heinrich (Otto) (* 1793, † 1860) die Herrschaft Drehna. Er war 1857 K. K. Österreichischer Kämmerer und als Standesherr Mitglied des Preußischen Herrenhauses. Um 1850 setzte sich auch der Name Fürstlich Drehna für den Ort durch. Otto bestimmte die Frau seines 1859 verstorbenen Sohnes Alfred zu Lynar, Amalie Rosalie von Gollwitz, geb. Senger zur Erbin. Sie heiratete in zweiter Ehe 1861 den Freiherrn Ernst Julius von Eck(h)ardstein-Falkenberg (* 11. März 1833), dem sie die Herrschaft Drehna 1861 kaufweise überlassen hatte. 1877 verkaufte dieser wiederum die Herrschaft Drehna an den Bremer Reeder und Handelsherrn Christian Heinrich Wätjen (Wätchen). 1879 beinhaltete das Rittergut Drehna des Senators nach dem erstmals veröffentlichten General-Adressbuch der Rittergutsbesitzer der Provinz Preussen 4498 ha. Davon waren 3246 ha Forsten. Zum Besitz gehörten eine Brennerei, eine Brauerei, eine Ziegelei, Schneide-Wasser- und Windmühlen.

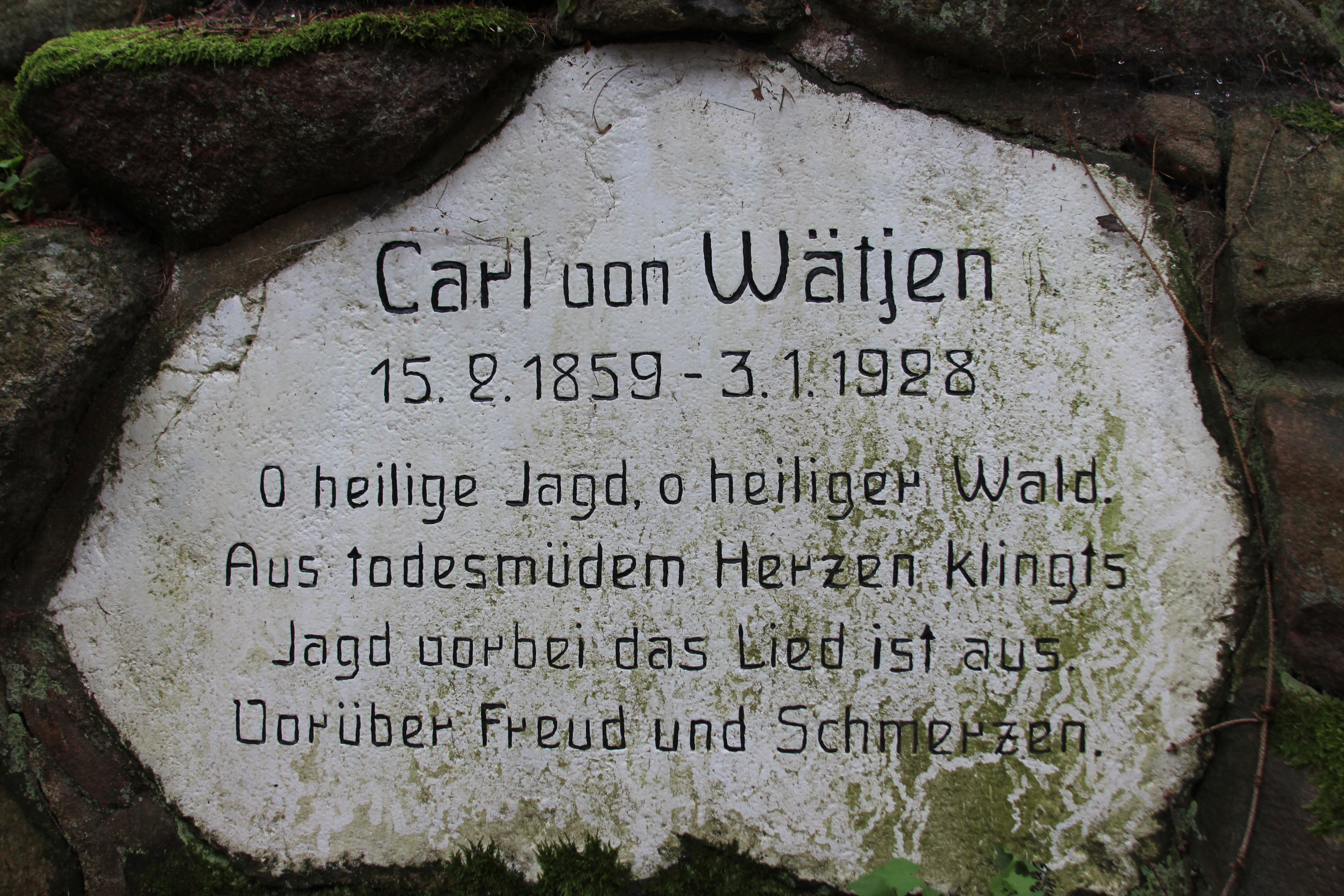
Gedenktafel Standesherr Carl von Wätjen

### 20. Jahrhundert
1887 übernahm der jüngste Sohn Carl von Wätjen die Herrschaft. Er hatte 1884 Gertrud Therese Ursula Dietze geheiratet und wurde am 5. Mai 1888 von Kaiser Friedrich III. in den erblichen Adelsstand erhoben. Seine Frau starb 1899, worauf er 1900 in zweiter Ehe Elisabeth Helene Fanny von Loebenstein (1880–1956), die älteste Tochter des Rittergutbesitzers von Sallgast und Politikers Robert Fedor von Loebenstein-Lohsa (1854–1939), heiratete. Carl von Wätjen galt Anfang des 20. Jahrhunderts als gut situierter Standesherr. Er starb 1928. Die Witwe heiratete 1929 in zweiter Ehe den Rittmeister Robert Karl Gideon von Wallenberg-Pachaly (1878–1945) auf Illnisch bei Canth (Bezirk Breslau). Zeitgleich steht sie als Besitzerin im Güter-Adressbuch Brandenburg mit vollem Namenszug, Frau Elisabeth von Wallenberg-Pachaly, geb. von Loebenstein, verw. von Wätjen. Beim Einmarsch der Roten Armee am 20. April 1945 floh sie mit ihrem zweiten Mann, der jedoch auf der Flucht in der Nähe von Hohenbucko erschossen wurde. Sie kam zunächst wieder nach Fürstlich Drehna zurück. Sie durfte dann aber nicht mehr im Schloss wohnen und floh anschließend nach Bremen. Der Besitz wurde in der Bodenreform von 1946 enteignet.

## Zugehörige Dörfer
Am 14. Dezember 1570 wurde Caspar I. von Minckwitz mit der Herrschaft Drehna belehnt. Dazu gehörten:
- Schloss und Gut Drehna, ein Vorwerk mit 19 Hufen
- Fürstlich Drehna (Drehna) (heute Ortsteil der Stadt Luckau)
- Bergen (heute Ortsteil der Stadt Luckau)
- Presenchen (devastiert) (heute Schlabendorf am See)
- Tugam (heute bewohnter Gemeindeteil der Stadt Luckau)
- Schrakau (Schrackau) (heute bewohnter Gemeindeteil der Stadt Calau)
- Babben (Ortsteil der Gemeinde Massen-Niederlausitz, Amt Kleine Elster (Niederlausitz))
- Gollmitz (Ortsteil der Stadt Calau)

Dazu kamen noch einige Orte im Pfandbesitz, die 1534 das Kloster Dobrilugk an die Herrschaft Drehna verpfändet hatte:
- Großbahren (Groß Bahren) (Ortsteil der Stadt Sonnewalde)
- Kleinbahren (Klein Bahren) (Ortsteil der Stadt Sonnewalde)
- Breitenau (Ortsteil der Stadt Sonnewalde)
- Gröbitz (Ortsteil der Gemeinde Massen-Niederlausitz)
- Ponnsdorf (Ortsteil der Stadt Sonnewalde)

1576 hatte die Herrschaft Drehna auch in Bronkow (? Branicke) ein Vorwerk mit 13 Hufen, in Babben ein Vorwerk mit 9 Hufen, Erpitz, und Zinsen in Mallenchen und Gliechow, Pademagk mit Rittergut und Vorwerk und halb Groß Jehser.
1790 und 1856 gehörte zur Herrschaft Drehna: Schloss Drehna und das Gut dazu, Fürstlich Drehna, das Vorwerk Babben, Groß Bahren und Klein Bahren, Breitenau, das Rittergut Gollmitz (seit 1721), Rehain (seit 1723), Schrakau, das Vorwerk Stiebsdorf, das Vorwerk Tugam, das Pachtvorwerk Presenchen und Bergen. Im Drehnaer Forst war auch eine Teerschwelerei in Betrieb.
1910 umfasste die Herrschaft immerhin noch das Schlossgebiet Drehna, das Rittergut Gollmitz, die Vorwerke Babben, Stiebsdorf und Tugam sowie das Pachtvorwerk Presenchen, insgesamt 4508 ha. 1929 bestand die Begüterung aus Fürstlich Drehna mit 739 ha, weiteren 1885 ha, Padamagk mit 504 ha, Gollmitz 194 ha sowie zwei Nebenbesitzungen, die 698 ha und 186 ha ausweisen.

## Belege